# Дашков, Авксентий Яковлевич
Авксентий Яковлевич Дашков — воевода в Смутное время и во времена правления Михаила Фёдоровича.
Единственный сын Якова Фёдоровича Дашкова, из дворянского рода Дашковых, ветви происходящей от «мужа честна» именем Дашек, выехавшего из Большой Орды.

## Биография
Судя по служебной деятельности детей, родился Авксентий Яковлевич во времена Ивана IV Васильевича Грозного. Всю свою жизнь посвятил военному делу. Участник осадного сидения в Москве во время правления Василия IV Ивановича Шуйского (1608). Воевода в Романове (1610), Тотьме (1613), на Чаронде (1614). За московское осадное сидение пожалован из его поместья в Серпейском уезде в вотчину (06 июня 1614). По плану обороны Москвы, воевода у Проломных ворот (1616).
Оставил двух сыновей;
- Дашков Яков Авксентьевич — воевода и посол.
- Дашков Селиверст Авксентьевич — послан в Кромы город ставить (1624), алексинский городовой дворянин (1626—1628), пристав при шведском после (1632), московский дворянин (1650).